# 管理官キング
『管理官キング』（かんりかんキング）は、2022年1月6日にテレビ朝日系（20時 - 21時54分）で放送された刑事ドラマ。主演は沢村一樹。

## あらすじ
- 管理官キング#あらすじ を参照のこと。

## キャスト

### 警視庁
王賀統一（おうが とういち）
演 - 沢村一樹
警視庁捜査一課・管理官。洞察力が高く、頭の回転が速い一方で、同調性が欠如している。
二瓶次郎（にへい じろう）
演 - 大倉孝二
警視庁捜査一課・2係主任。統一の右腕的存在で、上司に媚びを売るのが得意なお調子者。
美山千秋（みやま ちあき）
演 - 成海璃子
警視庁捜査一課・2係の刑事で、二瓶の部下。柔道二段。瑛人と交際中で瑛人には自分は記者だと名乗っている。瑛人が統一の息子だということには気づいていない。
七瀬香織（ななせ かおり）
演 - 国仲涼子
警視庁鑑識課に所属する鑑識官。統一に《キング》というあだ名をつけた張本人。二瓶の妻だが現在別居中。
横峰洋介
演 - 若林時英
警視庁サイバーセキュリティー対策本部の捜査官。天才的なITスキルを持つ。
高森進介
演 - 松澤一之
警視庁捜査一課長。

### 警察官の関係者
宝生瑛人（ほうしょう えいと）
演 - 中村蒼（幼少期：中村羽叶）
JTM総合法律事務所に勤務する新人弁護士。統一とひかりの息子。尊敬していた母が病気で他界して以来、母方の名字を名乗っている。
宝生ひかり
演 - 乙葉
王賀統一の妻で宝生瑛人の母。故人。明後日で7回忌｡
三浦剛
演 - 坂田聡
JTM総合法律事務所の弁護士。瑛人の上司。
美希
演 - 八木優希
千秋が通うBAR「Lupin」のバーテンドレス。
須藤英雄（すどう ひでお）
演 - 小日向文世（友情出演）
「Shoe Repair BRASS」の靴磨き職人。統一の過去を知る理解者。

### 享徳高校関係者
医者、弁護士、大物政治家などの有名人を数多く輩出しているエリート学校。
平山優太（ひらやま ゆうた）〈25〉
演 - 岡田健史
神田医科大学の研修医。享徳高校時代の恩師の定年退職を祝う送別会で、テラスから海に転落し重体に陥る。母を病気で亡くしており、それがきっかけで医者を志した。
本郷一輝
演 - 佐野岳
平山優太の同窓生。金融庁長官の息子。
有馬蓮
演 - 兵頭功海
平山優太の同窓生。興和証券社員。高校の時、葵と付き合っていた。
福沢修司
演 - 濱尾ノリタカ
平山優太の同窓生。福沢ホールディングスの御曹司。
奥村葵（おくむら あおい）
演 - 川島鈴遥
高校時代、優太が唯一もめていたという女子生徒。高校3年の夏に退学になっている。
斎藤
演 - 齊藤裕亮
享徳高校ゴルフ部顧問。定年退職のお祝いを教え子らに開いてもらう。
同窓生
演 - 奥村優希、川原一馬、松田悠我
パーティー参加者。

### その他
平山誠（ひらやま まこと）
演 - 浅野和之
優太の父。定食屋「ひらやま」の店主。
平山陽子
演 - 魏涼子
誠の妻で優太の母。病気で亡くなっている。
葵の隣人
演 - にしだまちこ
葵はずいぶん前に海外に行った、と千秋に語る。
レストラン店長
演 - 田中聡元
パーティーを開いた江東区のレストラン イオニア 店長。
興和証券社員
演 - 平岡亮
有馬の同僚。

## スタッフ
- 脚本 - 大北はるか
- 音楽 - 伊藤明日香
- 監督 - 上堀内佳寿也
- 撮影 - 植竹篤史
- 助監督 - 石川久
- アクションコーディネーター - 藤井祐伍
- ラインプロデューサー - 磯崎憲一
- ゼネラルプロデューサー - 三輪祐見子（テレビ朝日）
- プロデューサー - 都築歩（テレビ朝日）、丸山真哉（東映）、大森敬仁（東映）
- 制作 - テレビ朝日、東映